# Pikkusaaret (Ijo älvs delta)
Pikkusaaret är en del av Ijo älvs nordliga delta. Det ligger i kommunen Ijo i landskapet Norra Österbotten, i den centrala delen av Finland, 600 km norr om huvudstaden Helsingfors. Området är naturreservat.